# Enskilt språk
| Afroasiatiska språk Niger-Kongospråk Nilo-sahariska språk Khoisanspråk Indoeuropeiska språk | Kaukasiska språk Altaiska språk Uraliska språk Dravidiska språk Sinotibetanska språk | Austroasiatiska språk Austronesiska språk Pama-nyunganska Papuanska språk Tai-kadaispråk | Indianspråk Na-dene Eskimåisk-aleutiska Isolatspråk |

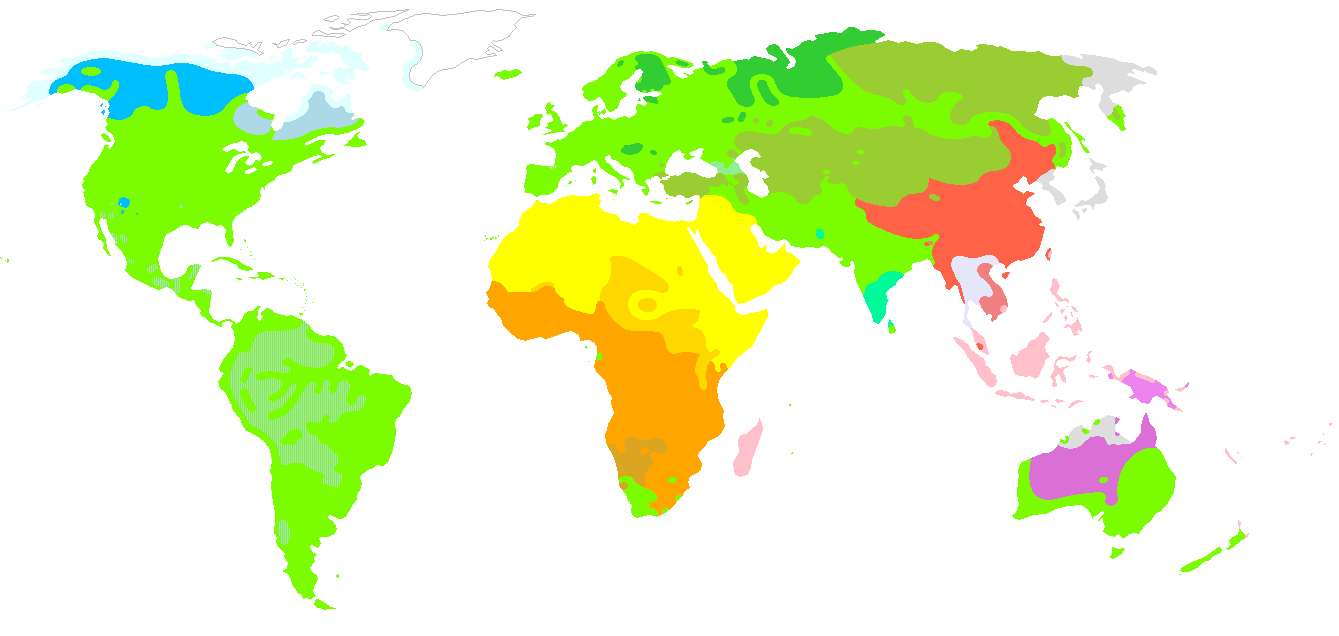
Några språkfamiljers utbredning i världen:

Ett språk, i betydelsen enskilt språk eller tungomål, är ett specifikt system av språkljud, skrivtecken eller gester som används (eller har använts) av en grupp människor för kommunikation i tal eller skrift.
På bland annat franska används ordet langue för ett enskilt språk, medan ordet langage där används för språk i allmänhet. På svenska och många andra språk används istället ordet språk för båda betydelser.

## Definition av enskilda språk och dialekter
Vanligen brukar begreppet språkfamilj användas för flera besläktade språk, medan variationer inom ett språk kallas dialekter. Gränsdragningen är emellertid inte helt klar. I allmänhet brukar talare av olika dialekter inom samma språk ha ömsesidig förståelse mellan sina respektive dialekter, men inte talare av olika språk, men det finns många undantag. Bland annat brukar talare av svenska och norska förstå varandra. I ett dialektkontinuum kan vissa dialekter ha ömsesidig förståelse, men inte nödvändigtvis alla.
Språkhistoria (eller historisk lingvistik) är studiet av de enskilda språkens ursprung, utveckling och släktskap.

### Kontroverser
Som framgår av ovanstående är det inte alltid självklart om två mål (talvarianter) bör uppfattas som tillhörande skilda språk eller inte. Historiskt sett har klassificeringsfrågor av detta slag lett till många kontroverser. Sedan nationalstatstankens genombrott på 1800-talet, har sådana frågor fått ökad politisk betydelse. Ofta ansågs de som talade "samma språk" utgöra en nation, och därför också utgöra den naturliga avgränsningen för en stat. Oenighet om språkuppdelning blev därför ofta sammanvävt med politisk oenighet om på vilket sätt områden bör indelas i stater.
Exempelvis var det ett väsentligt argument för dem som ville ena de olika småstaterna på den Italienska halvön och närliggande öar till en stat, att de olika målen där "egentligen" är dialekter av ett och samma språk, italienska, men skilt från övriga romanska språk. Å andra sidan hävdade anhängare av en uppdelning av Jugoslavien i flera oberoende stater att den så kallade serbokroatiskan "egentligen" består av åtminstone tre olika språk, serbiska, kroatiska och bosniska. (I samband med Montenegros senare självständighetssträvanden tillkom uppfattningen att montenegrinska är ett separat språk.)
Denna nära koppling mellan språkuppdelning och politiska gränser uttrycktes av språkvetaren Max Weinreich år 1945 i en ofta citerad "definition":
"Ett språk är en dialekt med en egen armé och flotta."
Även tidigare har frågor om vad som är separata språk varit nära knutet till politik, exempelvis i Norden. I och med reformationen skulle kyrkospråket ändras till "folkets eget språk", och bibeln översättas till detta språk. Kyrkospråket blev också viktigt som administrativt språk. Det blev därför av avgörande betydelse i vilken mån de olika nordgermanska målen skulle ses som skilda språk eller som dialekter av samma språk. I Danmark beslutade man att målet på Island var ett separat språk, isländska, men att överallt annars i det danska riket alla talade samma språk, danska. Detta omfattade även exempelvis målen på Gotland och Färöarna, och de olika målen i Norge. I de områden som övergick från dansk till svensk överhöghet på 1600-talet, exempelvis Gotland och Skåne, definierades efter en tid målen om till att utgöra varianter av svenska.